# Mistrzostwa Świata w Piłce Nożnej 2010 (eliminacje strefy CAF)/Grupa B
W Grupie B eliminacji do MŚ 2010 biorą udział następujące zespoły:
- Mozambik
- Nigeria
- Kenia
- Tunezja

## Tabela
| Miejsce | Drużyna       | Mecze | Punkty | Zwyc. | Rem. | Por. | Bramki |
| ------- | ------------- | ----- | ------ | ----- | ---- | ---- | ------ |
| 1       | Nigeria (PA)  | 6     | 12     | 3     | 3    | 0    | 9-4    |
| 2       | Tunezja (PA)  | 6     | 9      | 2     | 3    | 1    | 7-4    |
| 3       | Mozambik (PA) | 6     | 7      | 2     | 1    | 3    | 3-5    |
| 4       | Kenia         | 6     | 3      | 1     | 0    | 5    | 5-11   |

Legenda:

PA – zespoły zakwalifikowane do Pucharu Narodów Afryki 2010

### Wyniki
| 28 marca 2009 | Kenia · Oliech 70' | 1-2(0-1) | Tunezja · Jemal 6' · Jemâa 72' | Nyayo National Stadium, Nairobi · Widzów: 27 000 · Sędzia: Divine Evehe Kamerun |
|               |                    |          |                                |                                                                                 |

| 29 marca 2009 | Mozambik | 0-0(0-0) | Nigeria | Estádio da Machava, Maputo · Widzów: 35 000 · Sędzia: Amanuel Eyob Erytrea |
|               |          |          |         |                                                                            |

| 6 czerwca 2009 | Tunezja · Ben Yahia 21' (k) · Darragi 90+1' | 2-0(1-0) | Mozambik | Stadion 7 Listopada, Radis · Widzów: 30 000 · Sędzia: Kokou Djaoupe Togo |
|                |                                             |          |          |                                                                          |

| 6 czerwca 2009 | Nigeria · Uche 2' · Obinna 73' (k) 77' | 3-0(1-0) | Kenia | Abuja Stadium, Abudża · Widzów: 60 000 · Sędzia: Abdellah El Achiri Maroko |
|                |                                        |          |       |                                                                            |

| 20 czerwca 2009 | Kenia · Owino 5' · Mariaga 76' (k) | 2-1(1-0) | Mozambik · Domingues 49' | Moi International Sports Centre, Nairobi · Widzów: 15 000 · Sędzia: Yakhouba Keita Gwinea |
|                 |                                    |          |                          |                                                                                           |

| 20 czerwca 2009 | Tunezja | 0-0(0-0) | Nigeria | Stadion 7 Listopada, Radis · Widzów: 45 000 · Sędzia: Koman Coulibaly Mali |
|                 |         |          |         |                                                                            |

| 5 września 2009 | Mozambik · Tico-Tico 67' | 1-0(0-0) | Kenia | Estádio da Machava, Maputo · Widzów: 35 000 · Sędzia: Koman Coulibaly Mali |
|                 |                          |          |       |                                                                            |

| 5 września 2009 | Nigeria · Odemwingie 24' · Eneramo 80' | 2-2(1-1) | Tunezja · Taider 25' · Darragi 89' | Abuja Stadium, Abudża · Widzów: 52 000 · Sędzia: Daniel Bennett Południowa Afryka |
|                 |                                        |          |                                    |                                                                                   |

| 11 października 2009 | Tunezja · Jomaa 1' | 1-0(1-0) | Kenia | Stadion 7 Listopada, Radis · Sędzia: Badara Diatta Senegal |
|                      |                    |          |       |                                                            |

| 11 października 2009 | Nigeria · Obinna 90+3' | 1-0(0-0) | Mozambik | Abuja Stadium, Abudża · Widzów: 13 000 · Sędzia: Khalid Abdel Rahman Sudan |
|                      |                        |          |          |                                                                            |

| 14 listopada 2009 | Mozambik · Dario 83' | 1-0(0-0) | Tunezja |  |
|                   |                      |          |         |  |

| 14 listopada 2009 | Kenia · Oliech 16' · Wetende 79' | 2-3(1-0) | Nigeria · Martins 62' 83' · Yakubu 65' |  |
|                   |                                  |          |                                        |  |